# Antonio Scarpa
Antonio Scarpa (Lorenzaga, 19 maggio 1752 – Pavia, 31 ottobre 1832) è stato un medico, chirurgo e anatomista italiano.

## Biografia
Nato a Lorenzaga di Motta di Livenza da Giuseppe e Francesca Corder, Antonio fu avviato agli studi dallo zio Paolo, prete, che ne intuì le doti e si occupò di persona dei suoi studi inviandolo, dopo averlo opportunamente preparato, al seminario di Portogruaro, dove frequentò il ginnasio come esterno, alloggiando nel frattempo da una zia paterna.
Lepido Rocco narra che, all'insaputa della zia, il giovane uccidesse a poco a poco un'intera covata di pulcini per esaminarne il cuore, il cervello, l'intestino e lo scheletro. Scoperta la cosa, la zia ne fece un dramma. Con questo atto, invece, Antonio mostrò la vocazione della sua vita. 
Sempre lo zio Paolo lo avviò agli studi universitari a Padova, dove si laureò in medicina e chirurgia il 19 maggio 1770, formandosi sotto i professori Girolamo Vandelli e Giovanni Battista Morgagni, del quale Antonio sarebbe poi diventato assistente fino alla morte del celebre patologo.
Nel 1772 ottenne la cattedra anatomo-chirurgica all'Università di Modena e Reggio Emilia, che tenne fino al 1783, anno in cui fu chiamato dalla Corte di Vienna all'Università di Pavia. In entrambe le città si adoperò per la costruzione di un teatro anatomico: quello di Modena fu inaugurato nel 1775, mentre quello di Pavia (aula Scarpa) nel 1785. Pavia, che all'epoca costituiva il centro più importante della Penisola in campo scientifico, permise ad Antonio di divenire una figura di primo piano negli ambienti scientifici europei.

## Attività scientifica
In questi anni si interessò in particolare alla fisiologia del sistema nervoso, sulla scia degli studi di Leopoldo Caldani e Felice Fontana.
Molte e notevoli per importanza ed originalità del contenuto sono le opere che Scarpa diede alle stampe. Il suo lavoro nel campo dell'anatomia fu tanto rilevante, che diverse parti del corpo umano prendono ancora oggi il suo nome nella nomenclatura medica internazionale. L'anatomia sviluppata da Scarpa a Pavia non fu fine a sé stessa, ma a base e servizio della fisiologia e della chirurgia.

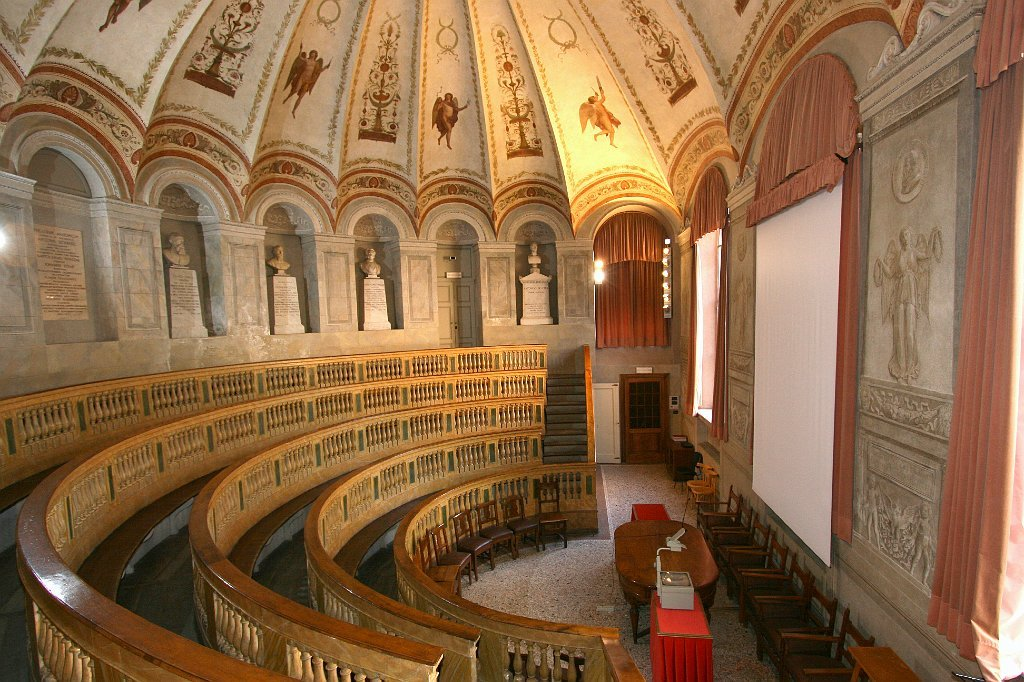
Università di Pavia, Aula Scarpa, Leopoldo Pollack, 1785- 1786.

Fu amico di Alessandro Volta, con il quale viaggiò in Europa e frequentò gli ambienti scientifici di Londra, Vienna e Parigi. La sua fama gli fece ottenere la Legion d'Onore e l'elezione a membro della Royal Society e delle principali accademie scientifiche europee. Quando Napoleone nel 1805 visitò l'Università di Pavia, ricevette l'omaggio del corpo docente, ma, non trovando Scarpa tra i professori, chiese dove mai egli fosse. Gli venne risposto che, non avendo prestato giuramento al nuovo governo, aveva dovuto rinunciare al posto. Al che il sovrano replicò: E che importano i rifiuti del giuramento e le opinioni politiche? Il dottor Scarpa onora l'università e i miei Stati. Quando gli venne finalmente presentato, gli disse: Quali che siano i vostri sentimenti, io li rispetto, ma non posso tollerare che voi restiate separato da un Istituto di cui siete l'ornamento. Un uomo come voi deve, come un bravo soldato, morire sul campo di battaglia. E lo rinominò nel corpo docente dell'università. L'anno successivo gli fu restituito anche l'incarico di Rettore.
La sua testa è conservata in alcool presso il Museo per la storia dell'Università di Pavia. Nessuno sa perché fu mozzata. Forse fu un singolare atto di omaggio, come sostenne Bartolomeo Panizza, suo successore: "La testa degli uomini grandi dovrebbe essere sempre conservata, poiché l'uomo sta tutto nella sua testa".

## Curiosità

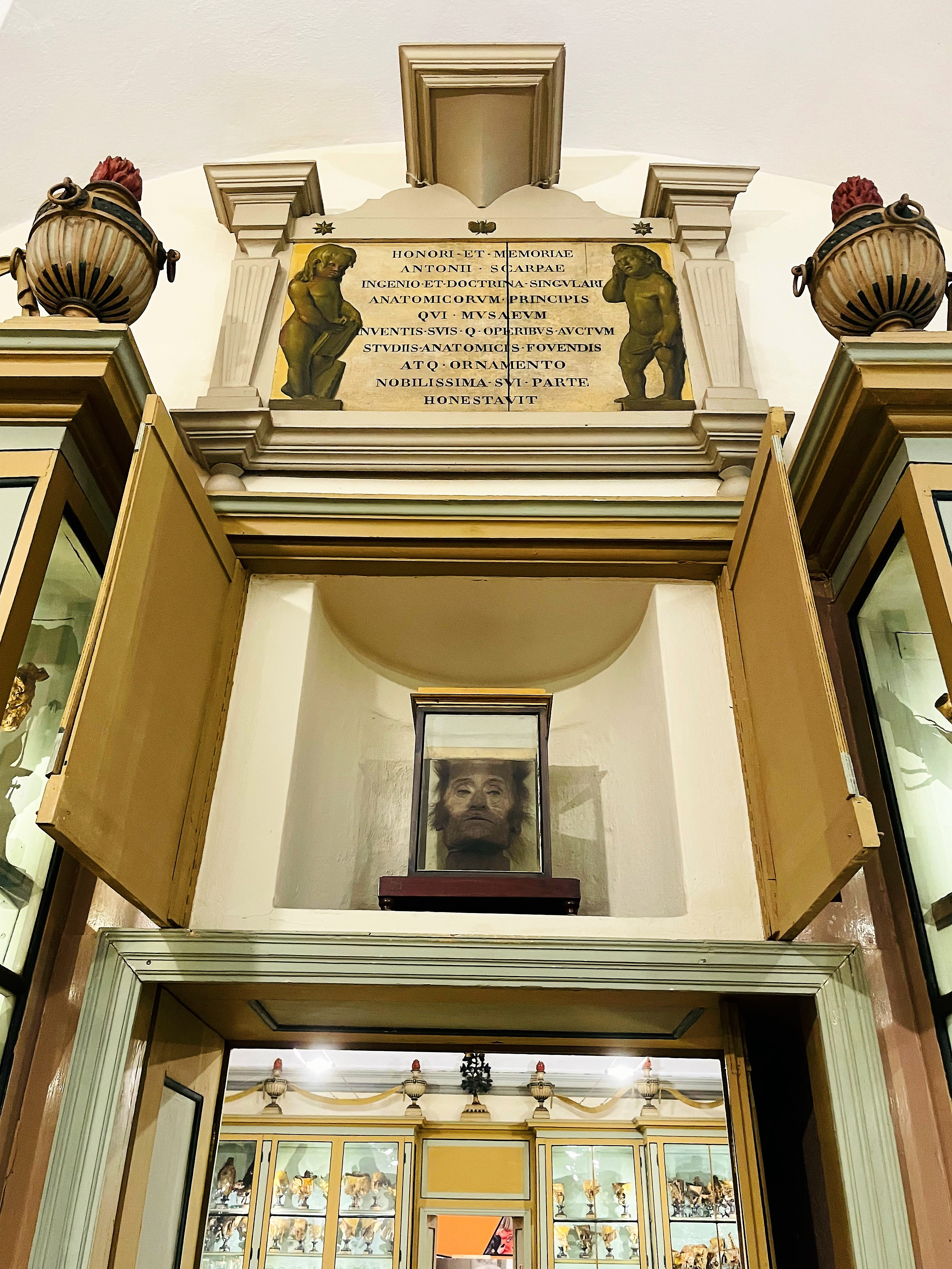
La testa di Antonio Scarpa, Museo per la Storia dell'Univeristà di Pavia.

Pare che Scarpa fosse solito, in seguito al decesso di suoi illustri colleghi, utilizzarli come "preparati anatomici", su cui effettuare gli studi. E, a seguito di questo sua singolare abitudine, alla sua morte gli è stato riservato un trattamento simile, ossia l'esposizione della sua testa conservata sotto alcool.
La sua città natale, Motta di Livenza (ora Lorenzaga è una frazione di questa città), gli ha intitolato un tratto romantico e ameno lungo il corso del fiume Livenzetta, che attraversa la cittadina: la Riviera Scarpa. Anche l'istituto superiore di secondo grado Antonio Scarpa è intitolato al chirurgo.
La città di Pavia gli ha intitolato una via, nei pressi della basilica di San Michele Maggiore.
Nell'Università di Pavia nel 1785 venne inaugurata l'Aula Scarpa, di forma semicircolare a teatro, per uso lezioni anatomiche. Oggi essa viene usata per gli esami di tesi di laurea e per sedute di congressi medici.

### Scritti
- Antonio Scarpa, Réflexions et observations anatomico-chirurgicales sur l'anéurisme, Paris, Chez Méquignon-Marvis, 1813. Incisioni di Adam, tratte da disegni di Faustino Anderloni.
- Antonio Scarpa, Trattato delle principali malattie degli occhi di Antonio Scarpa ... Edizione sull'ultima dell'autore corredata della traduzione dal francese in italiano de'supplimenti ed aggiunte di Fournier-Pescay e Begin, Napoli, dalla tipografia di Gennaro Palma, 1825, SBN RLZE023362. Incisioni a bulino di Faustino Anderloni.